# Phyllomys pattoni
Phyllomys pattoni is een stekelrat die voorkomt van São Paulo tot Paraíba aan de Atlantische kust van Brazilië. Daar komt hij van zeeniveau tot 1000 m hoogte voor in regenwouden en mangroves. De soort is genoemd naar James L. Patton voor zijn vele bijdragen aan de kennis van Neotropische zoogdieren. Deze soort, met een zeer groot verspreidingsgebied voor een zo recent beschreven soort, werd tot 2002 meestal Echimys brasilienis, Nelomys brasiliensis of Phyllomys brasiliensis genoemd. De naam brasiliensis refereert echter aan een andere soort, die voorkomt rond Lagoa Santa (Minas Gerais).
Dit is de meest stekelige Phyllomys-soort. De rugstekels zijn aan de basis lichtgrijs en worden naar de top toe steeds donkerder. De punt is weer oranje. De rug is verder donkerbruin. De staart is ongeveer even lang als het lichaam en bedekt met fijne haren. De soort heeft 80 chromosomen en een FN van 112 in Espírito Santo en 72 chromosomen een FN van 114 in Rio de Janeiro.